# Albert Mongita
Albert Likeke Mongita, (également connu sous le nom de Mongita Likeke) est un acteur, dramaturge, cinéaste et metteur en scène, peintre, auteur de la bande dessinée congolais, né le 8 mars 1916 à Irebu dans la province de l'Équateur et mort le 26 avril 1985,. Mongita était l'un des leaders du mouvement théâtral national dans les décennies qui ont suivi la seconde guerre mondiale.

## Biographie
Albert Mongita, naît au Congo-belge à Irebu en 1916. En 1917, à l'âge d'un an il débarque avec sa famille à Kinshasa (anciennement appelé Léopoldville. Après six ans d'école primaire et deux ans d'école professionnelle, Il a fréquenté pendant cinq ans l'institut Saint Joseph. En 1949, il intègre la Radio Congo Belge comme rédacteur et annonceur.
Après avoir écrit plusieurs sketches, Albert Mongita s'intéresse au théâtre et adhère à l'association des Anciens Pères de Scheuts de Léopoldville début des années 1950, dont il deviendra plus tard le moteur théâtral. Avec André Scohy, Mongita a organisé plusieurs festivals nationaux de théâtre populaire, ainsi que  des tournées à Léopoldville des troupes de théâtre étrangères. 
Mongita a écrit plusieurs pièces en français pour sa troupe de théâtre la Ligue folklorique congolaise. Soko Stanley (pièce de théâtre) a été joué à Léopoldville en 1954 à l'occasion du cinquantième anniversaire de la mort de Henry Morton Stanley. Lifaco (pièce de théâtre) a été joué en 1952 devant le gouverneur général Léon Pétillon.
Au début des années 1950, un club cine-congolais a été créé à Léopoldville, sous l'appui de la Belgique, Mongita a participé comme co-réalisateur au tournage de La leçon du cinéma en 1951. Nombreux de membres du club n'ont pas réalisé de films après l'indépendance, ce qui démontre que la formation n'avait pas été approfondie bien que Mongita ait réalisé un documentaire en 1961.
Au pays, un trophée (Trophée Mongita) créé en son nom, récompense les cinéastes congolais; également la salle du théâtre national de Kinshasa est baptisée en son nom.

## Œuvres

### Pièces de théâtre
- 1956 : Mangengenge;
- 1957 : Soki Stanley, La Quinzaine;
- 1964 : Ngombe.

### Filmographie
- 1951 : La leçon du cinéma[5];
- 1963 : Les tams-tams du congo.

### Bande dessinée
- 1958 : La serie Mukwapamba[1],[2].